# Дуаєн
Дуає́н (фр. doyen «старшина, старійшина») — особа, що від імені дипломатичного корпусу в країні перебування розв'язує питання протокольного (процедурного) порядку.
Зазвичай дуаєн найстарший за рангом з-поміж своїх колег і найстаріший за часом вручення вірчої грамоти дипломатичний представник.      
У багатьох католицьких державах дуаєном дипкорпусу традиційно є Апостольський Нунцій, у низці колишніх колоній в Африці, знову ж таки, за традицією — посол колишньої метрополії.

## Джерело
- Українська радянська енциклопедія : у 12 т. / гол. ред. М. П. Бажан ; редкол.: О. К. Антонов та ін. — 2-ге вид. — К. : Головна редакція УРЕ, 1974–1985., Том 3., К., 1979, стор. 485